# NGC 1817
NGC 1817 is een open sterrenhoop in het sterrenbeeld Stier. Het hemelobject werd op 19 februari 1784 ontdekt door de Duits-Britse astronoom William Herschel.
NGC 1817 bevindt zich net ten oostnoordoosten van de open sterrenhoop NGC 1807.

## Synoniemen
- OCL 463